# 梁安琪 (澳門)
梁安琪，BBS（1961年3月23日—），本名禤偉玲，移居澳門後改隨母姓為梁安琪，澳門賭王何鴻燊非正式註冊配偶，人稱“四姨太”。

## 簡歷
梁安琪在中國廣東廣州出生，籍貫廣東三水，三水區樂平鎮洲頭村人。年少時是廣州舞蹈演員。後來她移居澳門，初時在當地打四份工勉強維持生計，直到1986年因其出色的舞技吸引了何鴻燊，成為四姨太，後來與何鸿燊育有三子兩女，分別為長女何超盈、長子何猷邦、次子何猷亨、幼子何猷君和幼女何超欣。

## 商業及社會活動
梁安琪在1990年代後期開始涉足多個行業，在香港、澳門及中國大陸開設澳門茶餐廳、桑拿浴室、證券行、高爾夫球場等，及參與澳門賽馬會的業務。梁安琪亦為澳門博彩股份有限公司之董事，承包葡京娛樂場、回力娛樂場等多個貴賓廳。梁安琪持有4.58億股澳博股份，持股8.29%。
根據《信報》的2007年8月31日報道指出，該報獲得消息指出梁安琪有意向電視廣播有限公司（港交所：511）收購無綫收費電視20%股權，交易經已在同年12月完成，是其第一次踏足媒體工業。
2010年4月23日梁安琪聯同其他財團，向太古購入山頂貝璐道六至十六號豪宅，共有六座洋房，總樓面約24970呎，成交價10.98億元
2005年，梁安琪開始參與港澳社會事務，先在香港獲選為保良局總理；並在2007年作為保良局節目統籌主席。同年9月參加澳門立法會選舉，並得票11642當選，惟其所屬組別曾涉及至少一宗賄選案，有關人士並被判處罪名成立。
2016年8月24日，梁安琪旗下公司新富順貿易有限公司（母公司：Gingerlily Investments Limited）以14.01億元獨資奪得屯門第20區青霞里的屯門市地段第516號的用地，以項目總樓面約206,038方呎計算，每平方呎樓面地價約6,800元。
2021年，梁安琪不再擔任澳門特別行政區立法會（直選)議員，轉戰間選，代表文化及體育界，於該年9月12日第七屆澳門立法會選舉得票當選。
2022年10月，因應澳門新博法，梁將持有的10%澳娛综合股權，以象徵式1澳門元，悉數賣給何家二房次女何超鳳。

## 有关案件
2013年3月17日，居于君臨天下的47歲女子黃淑勤在下午近一時，滿身鮮血至樓下大堂要求保安員召救護車，之後返回樓上單位。警員到場後不久，女事主就從高處墜下，倒臥在三樓平台泳池，當場證實死亡。消防員破門入屋後發現49歲男事主商人彭熾輝倒臥客廳，身中100多刀傷，幾乎身首異處。警方說，兩名死者是同居。女死者死前曾經致電分居丈夫，表示自己殺了人且想自殺，又說向男死者喂食了安眠藥。警方在現場檢獲三把刀和一些安眠藥，並等候驗屍確認死因。警方另外表示，根據女死者的親友透露，女死者近期情緒不穩。案發單位物業由賭王何鴻燊四太梁安琪擔任股東的公司擁有。

## 資產
- 尚嘉國際控股地產旗艦（L'AVENUE）
- 澳門主題公園渡假村股份有限公司
- 澳博控股，持股8.29%
- 無綫收費電視20%
- 香港淺水灣道4號大屋

收租物業
- 香港九龍君臨天下2座48樓C至F室四個單位（2012年以1.055億元購入）
- 香港九龍君臨天下第3座72樓A室連雙車位（2013年4月以0.73億元購入）
- 香港九龍君臨天下3座77樓複式單位（2004年9月以3,600萬元購入）
- 香港山頂聶歌信山道103號第2期A座9及10樓A室及B座9及10樓B室，（2016年11月以12.9億元向九倉及南豐購入，以面積共約17700方呎計，平均呎價72900元）
- 香港信德中心招商局大廈34樓01、08至16室，面積約18,337方呎）
- 香港壹號廣場3號及5號地舖（2012年以1.38億元向胡郭秀萍購入）
- 香港怡和街46至54號地下1號舖
- 香港黃竹坑One Island South九樓全層（2011年3月以1.93億元向會德豐地產一手購入）
- 香港九龍尖沙嘴加連威老道38至40號華暉大廈地下B舖，約4,200方呎巨舖（2015年5月以月租73.5萬元租予法國女性內衣店6IXTY 8IGHT）
- 香港九龍尖沙嘴金巴利道26號地下1至3號舖，面積約6081方呎，2005年以5.01億元購入

- 香港灣仔星街及電氣街交界的恒德大廈多層舖位易手，涉及物業地下、低層地下，總面積約1.16萬平方呎（2015年以3.5億元購入）
- 香港銅鑼灣東角道26號怡東商場地下13至16號舖連1樓，總面積約6,223平方呎（1997年以2.28億元購入）

全幢商業大廈
- 香港中環娛樂行（2005年9月以27億元購入）
- 香港九龍觀塘偉業街203號同得仕大廈全幢（2014年9月26日以4.85億元向同得仕購入）
- 香港黃竹坑香葉道41號（2014年7月以32.8億元向長實地產購入）
- 香港銅鑼灣啟超道12號
- 香港銅鑼灣興發街88號全幢（2013年2月以10.93億元購入）
- 香港九龍尖沙嘴加連威老道太興商業大廈全幢（2012年11月以5.078億元購入）
- 香港中環德己立街23號全幢（2012年6月以1.27億元購入）
- 中國上海長寧區仙霞路99號項目尚嘉中心（L'Avenue）（2015年9月以30億元購入LVMH集團持有的五成業權）
- 香港灣仔莊士敦道68號互信大廈全幢（2016年1月以10.2億元購入）總樓面約為56,260方呎，均價1.81萬元。
- 香港西半山列拿士地臺8號全幢服務式住宅（2012年以2.05億元購入）
- 香港灣仔道101至111號明德商業大廈、慶邦樓（2010年分別以2.56億及5.05億元購入）壹嘉]]
- 香港灣仔盧押道23號The Phoenix（2007年以4.86億元購入）

土地
- 香港山頂貝璐道6至16號（2010年4月以10.98億元向太古地產購入）
- 香港九龍九龍塘根德道15號屋地（2011年以1.868億元購入）
- 香港赤柱東頭灣道29及31號Fairwinds洋房項目（2007年5月以2.8億元向太古地產購入）
- 香港新界屯門第20區青霞里的屯門市地段第516號的用地（2016年8月以14.01038億元購入）
- 香港新界元朗牛潭尾新潭路與碧豪苑第一街交界地皮（2015年8月以5.48億元購入）
- 香港九龍油塘高超道的新九龍內地段第6593號的住宅用地30%（2018年8月由保利置業以33億元購入9月10日引入尚嘉控股）

## 軼事
坊間有傳聞指何鴻燊第六個兒子叫「何猷佳」，而梁安琪是何猷佳的母親。何超盈於2015年澄清並無此人，指梁安琪只有四個孩子。而普遍誤傳的何猷佳照片只是何猷啟的童年照。
2020年6月27日，何家在報章刊登訃聞，首次見到賭王第六名兒子猷邦名字，在訃聞中，猷邦在子女輩份中排在三房孻仔猷啟之後，四房大仔猷亨之前，估計約28歲。同日四太向傳媒發聲明，首次確認猷邦身份，聲明中承認猷邦出於身體原因，故一直未有向外透露任何關於猷邦的消息。
聲明如下：
大家好，我是梁安琪。今天，我鄭重地和大家介紹一下何鴻燊先生和我的孩子，不是傳言中的何猷佳，他叫何猷邦。
因為身體的原因，家族從未對外公佈過他的任何信息。由於何先生的不幸離世，按照傳統習俗何猷邦的姓名會鐫刻在他父親的墓碑上。我理解我先生作為公眾人物，他的一切都會被外界關注。但先生和我為猷邦所做出的選擇，也希望得到足夠的尊重與隱私保護。
作為一個母親，我很焦慮外界的不實傳言會帶給猷邦負面的情緒影響。在這樣的家庭想做一個普通人很難，但是作為一個母親仍然希望可以在我們的保護下，讓他感受到外面世界的安全和善良。
猷邦在何氏家族及親友間並不是一個秘密，從小到大如其他孩子一樣，深受家人呵護照顧。一直以來我們家都會一起去旅行，舉辦生日會，讓他的生活更快樂。我先生也非常疼愛他，盡量為他做好一切妥善的安排。
猷邦的人生，注定了他必須被保護，不能夠被打擾。我們知道現實社會生活，需要故事，但亦需要善意、理解、互相的愛護。

這是我們第一次也是最後一次就此事向公眾說明，萬望大家理解。感謝。

## 參看
- 何東家族
- 陳婉珍

## 外部連結
- 梁安琪議員辦事處（页面存档备份，存于）
- 澳門特別行政區立法會議員資料：梁安琪（页面存档备份，存于）